# أسبوع هايدي

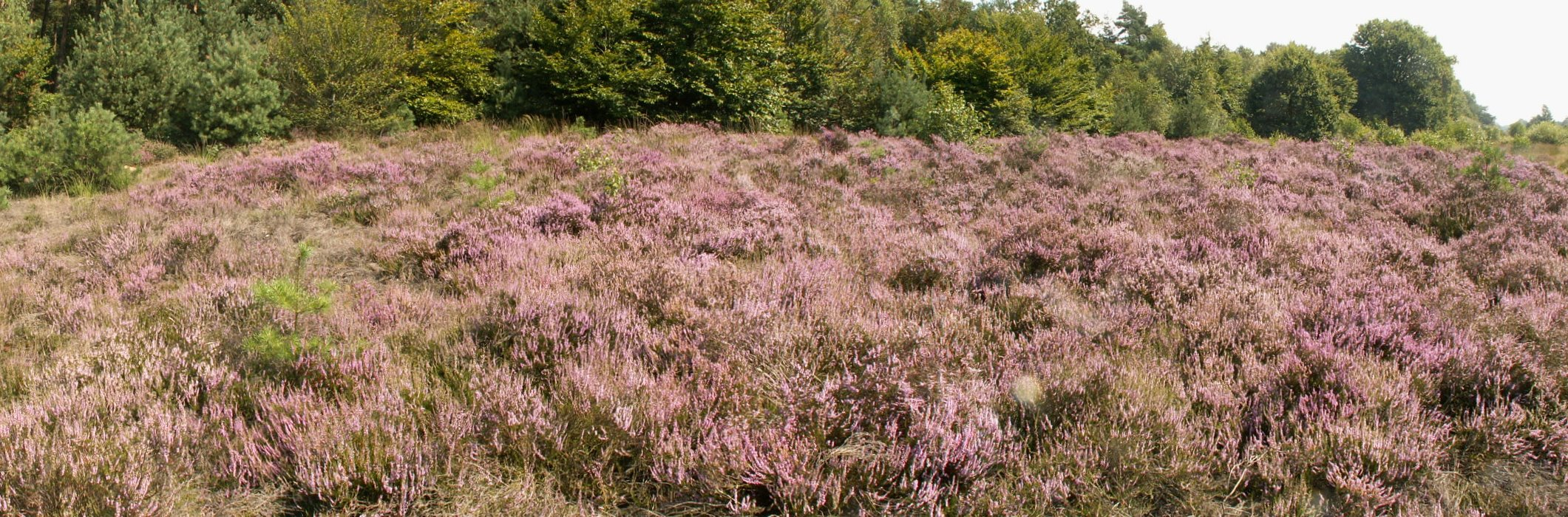

أسبوع هايدي وهو أسبوع الأعياد في إيدي، هولندا. ويتم الاحتفال بأزهار المرج كل عام. حيث يختار الناس ملكة وأميرة المرج في إيدي. ويمر الاستعراض العسكري عبر مركز وضواحي إيدي، ومن المقرر أن يتم عقد الاحتفالات في منطقة ميدان المتحف، بما في ذلك فرقة موسيقية.